# Friedrichstraße (métro de Berlin)
Friedrichstraße [ˈfʁiːdʁɪçˌʃtʁaːsə] est le nom d'une station de métro de Berlin faisant référence à l'artère homonyme sur laquelle est se trouve. Elle se trouve sur la ligne 6, et a été inaugurée en 1923. Elle est souterraine et se situe à proximité de la Gare de Berlin Friedrichstraße, à l'est de celle-ci.

## Histoire
En 1961, le mur de Berlin est érigé. Friedrichstraße est alors la seule station de la ligne 6 traversant le secteur de Berlin-est à ne pas avoir été fermée devenir ainsi une des stations fantômes du métro berlinois. Ouverte de 7 h à minuit, son accès était alors seulement réservé aux voyageurs venant de Berlin-Ouest et souhaitant se rendre alors à la gare pour changer de train ou pour voyager dans le reste de la République démocratique allemande.